# Crussolum
Crussolum – wymarły rodzaj pareczników z rzędu przetarcznikokształtnych, jedyny z rodziny Crussolidae. Najstarszy znany przedstawiciel rzędu i całej gromady. W zapisie kopalnym znany od syluru do wczesnego dewonu z terenów obecnej Ameryki Północnej i Wielkiej Brytanii. Obejmuje tylko jeden opisany gatunek: Crussolum crusserratum.
Rodzaj ten opisany został w 1998 roku przez Williama Sheara i umieszczony w monotypowej rodzinie Crussolidae. Nazwa pochodzi od łacińskiego crus solum oznaczającego „same nogi”. W obrębie rodzaju wyróżniono tylko jeden gatunek: Crussolum crusserratum, do którego zaliczono skamieniałości z formacji Panther Mountain, z okolic Gilboa w stanie Nowy Jork, datowane na żywet w dewonie środkowym. Ponadto do rodzaju Crussolum zalicza się skamieniałości z Ludford Lane w Anglii, pochodzące z przełomu ludlowu i przydolu w sylurze, opisane przez tego samego autora oraz skamieniałości z Hudwick Dingle, Rhynie Chert i Windyfield w Szkocji pochodzące z pragu w dewonie wczesnym. Te z ostatniej lokalizacji zostały opisane w 2003 roku przez Lyalla Andersona i Nigela Trewina.

## Budowa
W materiale kopalnym tego wija dominują izolowane fragmenty odnóży krocznych. Tak jak u innych pareczników składały się z biodra, krętarza, przedudzia, uda, goleni i stopy. Miały pięciokątny przekrój i piłkowane krawędzie. Przedudzie miało na stronie grzbietowej dwa rzędy drobnych piłkowań i dwie szczecinki makroskopowe (makrochety), a na powierzchniach bocznych rozproszone kolce (spinule). Udo miało pięć piłkowanych krawędzi i trzy mieszki szczecin makroskopowych na odsiebnym końcu. Goleń charakteryzowała się smukłym kształtem, długimi pięcioma rzędami piłkowań i dwoma szczecinkami makroskopowymi w części odsiebnej, w pobliżu łączenia ze stopą. U największego zachowanego fragmentu długość goleni wynosiła 3,63 mm, a szerokość 0,35 mm. Stopa nie była wyraźnie zróżnicowana na basitarsus i distitarsus, zamiast tego będąc podzieloną na liczne mniejsze człony (pseudosegmenty). U gatunku typowego liczba pseudosegmentów wynosiła około 25. Były one czterokrotnie szersze niż dłuższe, walcowate. Każdy zaopatrzony był w 4 większe kolce: dwa po bokach i parę blisko siebie położonych kolców przy linii środkowej grzbietu. Pomiędzy tymi kolcami występowały pojedyncze kolce mniejsze. Podział stopy na pseudosegmenty ku szczytowi stawał się mniej wyraźny. Wierzchołkowa część stopy była nieco zwężona, kwadratowo i tępo zakończona, zwieńczona pojedynczym pazurkiem. Jeden z fragmentów stopy znaleziony w Windyfield wyróżnia się od gatunku typowego brakiem spłaszczonych, szerokich kolców (spinuli).
Szczękonóża znane są z pojedynczej skamieniałości z Windyfield obejmującej dwa fragmenty, z których jeden składa się z sześciu członów, a drugi to pojedyncze udo. Nasadowy człon stanowi coxosternum o przedniej krawędzi zaopatrzonej w tęgie, osadzone w mieszkach szczecinki. Drugim członem jest krótki krętarz. Człon trzeci stanowi udo zaopatrzone w małe mieszki szczecinkowe na zewnętrznej krawędzi i dołek po dużym kolcu na krawędzi wewnętrznej. Czwarty człon to przysadzista goleń, na której osadzony jest fragment stopy. Wraz ze szczękonóżem zachowały się fragmenty okolicznych sklerytów, w tym część wargi górnej.
Czułki również znane są z pojedynczej skamieniałości z Windyfield. Zachowany fragment ma 2,5 mm długości i obejmuje 21 członów z wierzchołkowym włącznie. Ich powierzchnia była gęsto porośnięta nieregularnie rozmieszczonymi szczecinkami. Końcowy człon był nabrzmiały, nieco od poprzednich większy i zaopatrzony w trzy oskórkowe wyrostki.
Wśród skamieniałości z okolic Gilboa znane są również duże, fasetkowane oczy. Shear i współpracownicy nie zaliczają ich jednak do Crussolum, gdyż kształt ich soczewek jest sześciokątny, podczas gdy u przetarcznikokształtnych są one zaokrąglone.
Według C. Haug i J. Haug istnieje możliwość, że jedyna znana skamieniałość Rhyniognatha hirsti stanowi fragment głowy młodocianej formy Crussolum. R. hirsti została opisana z Rhynie Chert jako owad, a przez pewien czas uznawano ją na podstawie budowy żuwaczek za najstarszego owada uskrzydlonego. Badania Haug i Hauga wskazują jednak z większym prawdopodobieństwem, że jest to głowa parecznika przetarcznikokształtnego.